# Terral (Oklahoma)
Terral és una població dels Estats Units a l'estat d'Oklahoma. Segons el cens del 2000 tenia 386 habitants.

## Demografia
Segons el cens del 2000, Terral tenia 386 habitants, 173 habitatges, i 102 famílies. La densitat de població era de 354,8 habitants per km².
Dels 173 habitatges en un 28,9% hi vivien nens de menys de 18 anys, en un 48,6% hi vivien parelles casades, en un 7,5% dones solteres, i en un 40,5% no eren unitats familiars. En el 38,7% dels habitatges hi vivien persones soles el 19,7% de les quals corresponia a persones de 65 anys o més que vivien soles. El nombre mitjà de persones vivint en cada habitatge era de 2,23 i el nombre mitjà de persones que vivien en cada família era de 2,97.
Per edats la població es repartia de la següent manera: un 25,9% tenia menys de 18 anys, un 8,3% entre 18 i 24, un 21,2% entre 25 i 44, un 21,5% de 45 a 60 i un 23,1% 65 anys o més.
L'edat mediana era de 40 anys. Per cada 100 dones de 18 o més anys hi havia 90,7 homes.
La renda mediana per habitatge era de 15.972$ i la renda mediana per família de 21.563$. Els homes tenien una renda mediana de 20.893$ mentre que les dones 18.750$. La renda per capita de la població era de 9.486$. Entorn del 24,5% de les famílies i el 27,7% de la població estaven per davall del llindar de pobresa.

## Poblacions més properes
El següent diagrama mostra les poblacions més properes.